# Lukas Stollhof
Lukas Stollhof (* 1980 in Neunkirchen (Saar)) ist ein deutscher Kirchenmusiker, Komponist und Pädagoge.

## Ausbildung
Lukas Stollhof bekam mit sechs Jahren seinen ersten Klavierunterricht, später zusätzlich Harmonielehre und Gehörbildungsunterricht. Mit 13 Jahren begann er mit dem Orgelunterricht bei Gisbert Wüst, fünf Jahre später wechselte er zu Christoph Anselm Noll.
Nach dem Abitur am Werner-Heisenberg-Gymnasium Neuwied studierte er ab 2000 als Stipendiat der Studienstiftung des deutschen Volkes an der Staatlichen Hochschule für Musik und Darstellende Kunst in Stuttgart Kirchenmusik und Instrumentalpädagogik mit Hauptfach Orgel bei Ludger Lohmann. Mithilfe eines Stipendiums des Rotary Clubs absolvierte er ein einjähriges Studium am Conservatorium van Amsterdam bei Jacques van Oortmerssen, das er mit dem Examen Bachelor of music abschloss. Anschließend absolvierte er wieder in Stuttgart das A-Examen (Orgel bei Bernhard Haas), den Zusatzstudiengang Chorleitung/Oratorium/Vokalensemble bei Dieter Kurz sowie das Solistenklassestudium Orgel bei Bernhard Haas.

## Tätigkeiten
Seit 2008 ist Lukas Stollhof als Regionalkantor in Oberwesel am Rhein und für das Bistum Trier tätig. In diesem Zusammenhang ist er für die gesamte Kirchenmusik in Oberwesel verantwortlich. Als Chorleiter betreut er die vier Chöre: Kinderchor Oberwesel,  Jugendchor Oberwesel, Carduelis Oberwesel und Vokalensemble Oberwesel. Mit der Eberhardt/Klais-Orgel der Liebfrauenkirche Oberwesel steht ihm ein historisches, klanglich ausbalanciertes und vielfältiges Instrument zur Verfügung, auf dem er zahlreiche Konzerte, Konzertzyklen und Aufnahmen für Youtube realisiert. Für jedes Jahr erscheint ein Jahresprogramm der Kirchenmusik mit den wichtigsten Gottesdiensten und Veranstaltung mit Chor- und Orgelmusik. Darüber hinaus dokumentiert die Homepage der Kirchenmusik in Oberwesel die regelmäßigen musikalischen Gestaltungen aller Gottesdienste.
Zum 200. Geburtstag der Komponisten Mendelssohn Bartholdy (2009), Robert Schumann (2010) und Franz Liszt (2011) spielte er jeweils deren gesamtes Orgelwerk in einem Konzertzyklus. Die Orgelkompositionen von Mendelssohn Bartholdy nahm er zudem 2009 auf zwei CDs auf. 2016 spielte er im 100. Todesjahr von Max Reger dessengroße Orgelwerke in einem Zyklus in der Liebfrauenkirche Oberwesel und nahm diese für das Internetportal YouTube am Spieltisch auf. 2017 folgte im 80. Todesjahr von Louis Vierne ein Zyklus mit dessen sechs Orgelsymphonien. 2020 entstanden die Bach-Aufnahmen des gesamten Orgelbüchleins sowie der Sechs Schübler-Choräle. 2021 erstellte er eine fünfteilige Orgelführung an der Eberhardt/Klais-Orgel der Liebfrauenkirche Oberwesel. 2022 spielte er das gesamte Orgelwerk von César Franck im Rahmen des Orgelzyklus und nahm Videos davon auf. 2023 folgen die Orgelwerke von Maurice Duruflé und Johannes Brahms.
Die Liste seiner Kompositionen und Arrangements reicht von Liedkantaten und Motetten bis hin zu abendfüllenden Musicals wie "MOSE – Gott selbst erlöst sein Volk" (2000), "PAULUS – Der neue Weg" (2002), "ANZIEHEND" (2011) und "GRENZEN_LOS – Reißt die Mauern ein!" (2020).
An der Robert Schumann Hochschule Düsseldorf hatte Lukas Stollhof von 2010 bis 2018 einen Lehrauftrag für Orgel. Seit 2019 ist er Vorsitzender des Diözesanverbandes Pueri Cantores im Bistum Trier sowie seit 2023 Leiter der Musik-AG des Deutschen Pueri-Cantores-Verbandes.

## Preise und Auszeichnungen
- 3. Platz beim Internationalen ARD-Musikwettbewerb, München, 2011[9]
- 3. Platz beim Bach-Wettbewerb in Leipzig, 2008
- 3. Platz beim Eberhard-Friedrich-Walcker-Wettbewerb in Schramberg, 2008
- 3. Platz beim Bach-Liszt-Orgelwettbewerb in Erfurt, 2008
- 2. Platz beim Bach-Wettbewerb in Arnstadt, 2007
- 1. Preis beim Internationalen Orgel-Interpretationswettbewerb um den Bachpreis in Wiesbaden, 2007
- 2. Preis beim 1. Franz-Schmidt-Orgelwettbewerb in Kitzbühel/Österreich, 2006
- 3. Preis beim 1. Internationalen Philipp-Wolfrum-Wettbewerb in Heidelberg, 2004
- 3. Preis beim Internationalen Orgelwettbewerb in Laubach/Hessen, 2004
- Kulturpreis Junge Künstler der Stadt Neuwied, 2000
- 2. Preis beim Bundeswettbewerb Jugend musiziert und Sonderpreis für die beste Interpretation eines Werkes von J. S. Bach in Berlin, 2000
- 3. Preis beim Bundeswettbewerb Jugend musiziert in Leipzig, 1997

## Konzertzyklen Orgel
- 2023: Maurice Duruflé: Die Orgelwerke
- 2023: Johannes Brahms: Die Orgelwerke
- 2022: César Franck: Das gesamte Orgelwerk
- 2021: Orgelführung an der Liebfrauenkirche Oberwesel in fünf Teilen
- 2020: Johann Sebastian Bach: Die Sechs Schübler-Choräle
- 2020: Johann Sebastian Bach: Das Orgelbüchlein
- 2017: Louis Vierne: Die sechs Orgelsymphonien zum 80. Todesjahr
- 2016: Max Reger: Die 15 großen Orgelwerke zum 100. Todesjahr
- 2011: Franz Liszt: Das gesamte Orgelwerk zum 200. Geburtstag
- 2010: Robert Schumann: Das Orgelwerk zum 200. Geburtstag
- 2009: Felix Mendelssohn Bartholdy: Das gesamte Orgelwerk zum 200. Geburtstag (Einspielung auf zwei CDs)

## Belege
1. ↑  Alumni. whgneuwied.de, abgerufen am 15. Februar 2023.
2. ↑  Orgelsommer 2013 – 5. Orgelkonzert mit Lukas Stollhoff, Homepage der Evangelischen Kirchengemeinde Trier, abgerufen am 22. Dezember 2018
3. 1 2  05.05.2015 -> Orgelkonzert mit Lukas Stollhof (Oberwesel), auf klingende-kirche.de, abgerufen am 15. Februar 2023
4. ↑  Hörgenuss an der Eule-Orgel, auf allgemeine-zeitung.de, abgerufen am 15. Februar 2023
5. ↑  Website Kirchenmusik in Oberwesel
6. ↑  Kompositionen, auf lukasstollhof.de
7. ↑  Bistum Trier
8. ↑  Pueri Cantores-Verband
9. ↑  ARD-Musikwettbewerb | Preisträger 2011. BR Online, 12. September 2011, abgerufen am 15. Februar 2023.

| Personendaten    | Personendaten                                |
| ---------------- | -------------------------------------------- |
| NAME             | Stollhof, Lukas                              |
| KURZBESCHREIBUNG | deutscher Kirchenmusiker und Hochschullehrer |
| GEBURTSDATUM     | 1980                                         |
| GEBURTSORT       | Neunkirchen (Saar)                           |